# Uhlandstraße (Heilbronn)
Die Uhlandstraße liegt in der südlichen Innenstadt von Heilbronn und verbindet die Gymnasiumstraße im Norden mit der Happelstraße im Süden. Sie wurde nach dem Dichter Ludwig Uhland benannt, der ein Gedicht dem Köpfer widmete, einem örtlichen Bach.

## Bauwerke

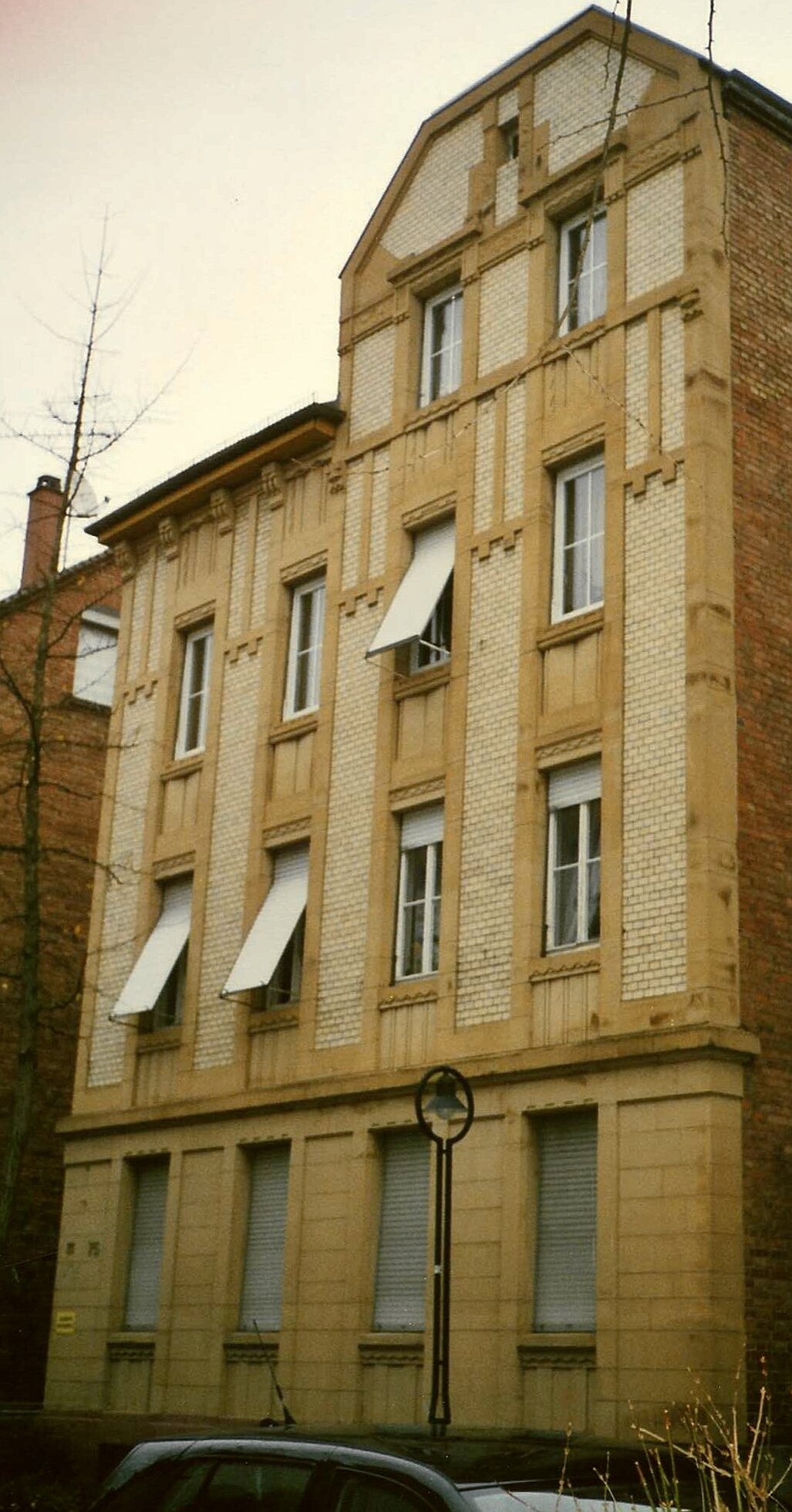
Haus Uhlandstraße 75

- Das ehemalige Wohnhaus Nr. 8 wurde 1892 durch die Architekten Maute & Moosbrugger für den Kaufmann Hermann Schilling erbaut. Schilling ließ es nach der Zerstörung wiederaufbauen.[3]
- Vor dem Haus Nr. 11 befindet sich ein Stolperstein für die ermordete Jüdin Emma Gumbel.[4]
- Zwischen den Abzweigen Lerchenstraße und Steinstraße befindet sich auf der linken Straßenseite der unter Naturschutz stehende Feyerabendsche Park.
- Vor dem Haus Nr. 25 befindet sich ein Stolperstein für die ermordete Jüdin Martha Rothschild.[5]
- Das denkmalgeschützte Haus Nr. 57 wurde 1894 nach Plänen des Schreinermeisters Friedrich Hubmann für ihn selbst im Stil der Neorenaissance erbaut.
- Das denkmalgeschützte Haus Nr. 61 wurde 1898 im Stil der „französisch geprägten Spielart“ des Historismus nach Plänen des Heilbronner Architekten Ludwig Roth für Friedrich Hubmann erbaut.
- Das denkmalgeschützte Doppelhaus Nr. 67 und 69 wurde 1906/07 nach Plänen des Bauwerkmeisters Carl Mödinger für den Wirt Heinrich Creyaufmüller und den Zimmermeister Karl Klenk im Stil des Späthistorismus erbaut.
- Das denkmalgeschützte Haus Nr. 70 wurde 1898 von Carl Dederer für den Holzbildhauer Friedrich Klenk nach Plänen von August Dederer im Stil des Späthistorismus errichtet.
- Das denkmalgeschützte Doppelhaus Nr. 71 und 73 wurde 1906/07 nach Plänen von Carl Mödinger für  Karl Klenk und Heinrich Creyaufmüller erbaut.
- Das denkmalgeschützte Doppelhaus Nr. 74 und 76 wurde 1902 nach Plänen von August Dederer im Stil des Späthistorismus für Karl Geiger, Eugen Walz und August Stadler erbaut.
- Das denkmalgeschützte Haus Nr. 75 wurde 1906/07 nach Plänen von Carl Mödinger erbaut.

### Abgegangen Bauwerke
- Das Haus Nr. 5 wurde ab 1898 durch die Architekten Hermann Maute und Theodor Moosbrugger für den Konditor August Laible erbaut. Nach dem Zweiten Weltkrieg wurde es für den Obermeister Gottlieb Moser wiederaufgebaut und schließlich 2008 abgebrochen.[6]
- Das Haus Nr. 7 wurde durch die Baugesellschaft Heilbronn für Josefine Hoser erbaut. Die beiden Kaufleute Louis bzw. Max Rosenstein ließen Umbauten verrichten und es durch einen Magazinanbau erweitern. Im Anbau, das durch den Architekten Arthur Reis entworfen wurde, war in den 1930er Jahren ein jüdischer Betsaal.[7] Nach der Zerstörung im Zweiten Weltkrieg wurde das Bauwerk ab 1952 für den Kaufmann Julius Kofler wiederaufgebaut. 1993 wurde ein Kindergarten eingebaut. 2013 wurde das Bauwerk mit Magazinanbau abgebrochen.[8]
- Das Haus Nr. 12 wurde 1960 durch den Architekten Oberreg. Baurat Wintterlin als Gesundheitsamt neugebaut. Die Kreissparkasse ließ das Bauwerk 2012/13 abbrechen.[9]
- Das ehemalige Haus Nr. 12/1 wurde ab 1883 als Stall bzw. Remise mit Wohnung durch den Architekten Hermann Maute für den Fabrikanten Adolf Feyerabend erbaut. Nach dem Zweiten Weltkrieg befand sich in der Ruine eine Küferei und eine Mosterei des Küfermeisters Veit Ziller. 1960 wurde es schließlich für den Gesundheitsamt abgebrochen.[10]